# Niederroßbach (Haiger)
Niederroßbach ist der kleinste Stadtteil von Haiger im hessischen Lahn-Dill-Kreis.

## Geographie
Niederroßbach liegt sechs Kilometer nordöstlich von Haiger am namensgebenden Rossbach. Durch den Ort verläuft die Landesstraße 3044.

## Geschichte
Die älteste bekannte schriftliche Erwähnung von Niederroßbach erfolgte unter dem Namen Niddern Rospach im Jahr 1369.
Im Jahr 1558 wird die Grube St. David bei Niederroßbach erwähnt. Diese ist evtl. identisch mit der im Jahr 1757 erwähnten Grube Aurora, einem Bergwerk, welches Blei, Kupfer und Silber förderte. Wie viele Arbeiter aus dem Ort dort Beschäftigung fanden, ist nicht sicher. Heute erinnert noch der Straßenname Aurorastraße an die alte Grube.
Der Ort gehörte 1939 zum Dillkreis und hatte 318 Einwohner.
Ehemalige Bergwerke
Liste von Bergwerken in Haiger
Hessische Gebietsreform (1970–1977)
Im Zuge der Gebietsreform in Hessen fusionierten die bis dahin selbständige Gemeinden Niederroßbach und Oberroßbach zum 1. Oktober 1971 freiwillig zur neuen Gemeinde Roßbachtal, die am 1. Januar 1977 kraft Landesgesetz in die Stadt Haiger eingegliedert wurde. Niederroßbach und Oberroßbach wurden dabei Stadtteile von Haiger. Ortsbezirke nach der Hessischen Gemeindeordnung wurde für Niederroßbach nicht errichtet.
Verwaltungsgeschichte im Überblick
Die folgende Liste zeigt die Herrschaftsgebiete und Staaten, in denen Niederroßbach lag, bzw. die Verwaltungseinheiten, denen es unterstand:
- vor 1739: Heiliges Römisches Reich, Grafschaft/Fürstentum Nassau-Dillenburg, Amt Dillenburg mit Gericht Haiger
- ab 1739: Heiliges Römisches Reich, Fürstentum Nassau-Diez, Amt Dillenburg mit Gericht Haiger
- 1806–1813: Großherzogtum Berg, Département Sieg, Arrondissement Dillenburg, Kanton Dillenburg
- 1813–1815: Fürstentum Nassau-Oranien, Amt Dillenburg mit Gericht Haiger
- ab 1816: Herzogtum Nassau[Anm. 1], Amt Dillenburg
- ab 1849: Herzogtum Nassau, Kreisamt Herborn[Anm. 2]
- ab 1854: Herzogtum Nassau, Amt Dillenburg
- ab 1867: Norddeutscher Bund[Anm. 3], Königreich Preußen, Provinz Hessen-Nassau, Regierungsbezirk Wiesbaden, Dillkreis[Anm. 4]
- ab 1871: Deutsches Reich, Königreich Preußen, Provinz Hessen-Nassau, Regierungsbezirk Wiesbaden, Dillkreis
- ab 1918: Deutsches Reich, Freistaat Preußen, Provinz Hessen-Nassau, Regierungsbezirk Wiesbaden, Dillkreis
- ab 1932: Deutsches Reich, Freistaat Preußen, Provinz Hessen-Nassau, Regierungsbezirk Wiesbaden, Landkreis Dillenburg
- ab 1933: Deutsches Reich, Freistaat Preußen, Provinz Hessen-Nassau, Regierungsbezirk Wiesbaden, Dillkreis
- ab 1944: Deutsches Reich, Freistaat Preußen, Provinz Nassau, Dillkreis
- ab 1945: Amerikanische Besatzungszone, Groß-Hessen, Regierungsbezirk Wiesbaden, Dillkreis
- ab 1946: Amerikanische Besatzungszone, Hessen, Regierungsbezirk Wiesbaden, Dillkreis
- ab 1949: Bundesrepublik Deutschland, Hessen, Regierungsbezirk Wiesbaden, Dillkreis
- ab 1968: Bundesrepublik Deutschland, Land Hessen, Regierungsbezirk Darmstadt, Dillkreis
- ab 1971: Bundesrepublik Deutschland, Land Hessen, Regierungsbezirk Darmstadt, Dillkreis, Gemeinde Roßbachtal[Anm. 5]
- ab 1977: Bundesrepublik Deutschland, Land Hessen, Regierungsbezirk Darmstadt, Lahn-Dill-Kreis, Stadt Haiger[Anm. 6]
- ab 1981: Bundesrepublik Deutschland, Land Hessen, Regierungsbezirk Gießen, Lahn-Dill-Kreis, Stadt Haiger

## Bevölkerung
Einwohnerstruktur 2011
Nach den Erhebungen des Zensus 2011 lebten am Stichtag dem 9. Mai 2011 in Niederroßbach 468 Einwohner. Darunter waren 3 (0,6 %) Ausländer.
Nach dem Lebensalter waren 96 Einwohner unter 18 Jahren, 180 zwischen 18 und 49, 87 zwischen 50 und 64 und 105 Einwohner waren älter.
Die Einwohner lebten in 189 Haushalten. Davon waren 45 Singlehaushalte, 60 Paare ohne Kinder und 72 Paare mit Kindern, sowie 9 Alleinerziehende und 6 Wohngemeinschaften. In 75 Haushalten lebten ausschließlich Senioren und in 222 Haushaltungen lebten keine Senioren.
Einwohnerentwicklung
| Niederroßbach: Einwohnerzahlen von 1834 bis 2017 | Niederroßbach: Einwohnerzahlen von 1834 bis 2017 | Niederroßbach: Einwohnerzahlen von 1834 bis 2017 | Niederroßbach: Einwohnerzahlen von 1834 bis 2017 | Niederroßbach: Einwohnerzahlen von 1834 bis 2017 |
| --- | ------------------------------------------------ | ------------------------------------------------ | ------------------------------------------------ | ------------------------------------------------ |
| Jahr |                                                  |                                                  |                                                  | Einwohner                                        |
| 1834 | 1834                                             |                                                  | 230                                              | 230                                              |
| 1840 | 1840                                             |                                                  | 264                                              | 264                                              |
| 1846 | 1846                                             |                                                  | 275                                              | 275                                              |
| 1852 | 1852                                             |                                                  | 295                                              | 295                                              |
| 1858 | 1858                                             |                                                  | 315                                              | 315                                              |
| 1864 | 1864                                             |                                                  | 314                                              | 314                                              |
| 1871 | 1871                                             |                                                  | 229                                              | 229                                              |
| 1875 | 1875                                             |                                                  | 279                                              | 279                                              |
| 1885 | 1885                                             |                                                  | 271                                              | 271                                              |
| 1895 | 1895                                             |                                                  | 269                                              | 269                                              |
| 1905 | 1905                                             |                                                  | 244                                              | 244                                              |
| 1910 | 1910                                             |                                                  | 251                                              | 251                                              |
| 1925 | 1925                                             |                                                  | 285                                              | 285                                              |
| 1939 | 1939                                             |                                                  | 318                                              | 318                                              |
| 1946 | 1946                                             |                                                  | 471                                              | 471                                              |
| 1950 | 1950                                             |                                                  | 455                                              | 455                                              |
| 1956 | 1956                                             |                                                  | 419                                              | 419                                              |
| 1961 | 1961                                             |                                                  | 417                                              | 417                                              |
| 1967 | 1967                                             |                                                  | 508                                              | 508                                              |
| 1970 | 1970                                             |                                                  | 509                                              | 509                                              |
| 1980 | 1980                                             |                                                  | ?                                                | ?                                                |
| 1990 | 1990                                             |                                                  | ?                                                | ?                                                |
| 2000 | 2000                                             |                                                  | ?                                                | ?                                                |
| 2005 | 2005                                             |                                                  | 458                                              | 458                                              |
| 2011 | 2011                                             |                                                  | 468                                              | 468                                              |
| 2017 | 2017                                             |                                                  | 444                                              | 444                                              |
| Datenquelle: Historisches Gemeindeverzeichnis für Hessen: Die Bevölkerung der Gemeinden 1834 bis 1967. Wiesbaden: Hessisches Statistisches Landesamt, 1968. Weitere Quellen: LAGIS; nach 1970: Stadt Haiger: ; Zensus 2011 |                                                  |                                                  |                                                  |                                                  |

Historische Religionszugehörigkeit
| • 1885: | 263 evangelische (= 97,05 %), keine katholischen und 8 andere (= 2,95 %) Christen              |
| • 1961: | 361 evangelische (= 86,57 %) und 43 katholische (= 10,31 %) Einwohner                          |
| • 2005: | 347 evangelische (= 75,76 %), 58 katholische (= 12,66 %) und 73 sonstige (= 15,94 %) Einwohner |
| • 2017: | 285 evangelische (= 64,19 %), 64 katholische (= 14,41 %) und 95 sonstige (= 21,40 %) Einwohner |

## Kultur und Sehenswürdigkeiten

### Regelmäßige Veranstaltungen
In Niederroßbach wird jährlich Hauberg gemacht. Wie auch in den anderen Dörfern des Roßbachtals gibt es eine Haubergsgenossenschaft. Die rechtliche Grundlage der Haubergsarbeit geht auf die "Haubergordnung für den Dillkreis und den Oberwesterwaldkreis vom 4. Juni 1887" zurück. Darin heißt es: "Hauberge im Sinne dieses Gesetzes sind die Grundstücke in den Gemarkungen Dillbrecht, Fellerdilln, Ober- und Niederroßbach, Bergebersbach, Eibelshausen, Mandeln, Offdilln, Rittershausen, Steinbrücken, Straßebersbach, Weidelbach und Korb, welche gegenwärtig zu Haubergsverbänden gehören."

### Kulturdenkmäler
Siehe Liste der Kulturdenkmäler in Haiger-Niederroßbach.

### Naturdenkmäler
Siehe Liste der Naturdenkmale in Haiger-Niederroßbach.

## Bildung
Zwischen Nieder- und Oberroßbach befindet sich die "Grundschule Roßbachtal". Kinder aus Ober- und Niederroßbach, aus Rodenbach und Weidelbach gehen hier zur Schule. Die Schule ist zweizügig.